# Crematogaster anthracina
Crematogaster anthracina är en myrart som beskrevs av Smith 1857. Crematogaster anthracina ingår i släktet Crematogaster och familjen myror. Inga underarter finns listade i Catalogue of Life.